# Солтан Хусейн
Солтан Хусейн (*1668  —1726) — шах Сефевідської держави в 1694—1722.

## Життєпис

### Молоді роки
Походив з династії Сефевідів. Син Солеймана Сефі, шаха Сефевідської держави. Народився 1668 року. Про молоді роки замало відомостей. Відзначався миролюбством, при цьому полюбляв розваги, пияцтво та жінок. У 1694 році Солейман Сефі перед смертю запропонував обрати євнухам свого наступника між синами Солтан Хусейном, якого охарактеризував спокійним, та Аббасом Мірзою, якого вважали талановитим військовиком. євнухи обрали Солтан Хусейна.

### Володарювання
З самого початку правління шах Солтан Хусейн опинився під впливом євнухів. Продовження традиції відстороненості володаря від справ, продовження зловживань євнухів та сановників, розкладання війська негативно вплинули на внутрішній стан держави. При цьому селянські збурювання посилювалися, місцеві намісники ставали напівнезалежними. При цьому під впливом імама Мухаммеда Бакера Маджлесі шах підтримав жорстку прошиїтську політику, почавши нетерпимо ставитися до інших віросповідань та конфесій (юдаїзму, християнства, сунізму). Також було видано наказ про насильницьке навернення зороастрійців на іслам.
У 1697 році було призначено намісником Кандагару колишнього картлійського царя Георгія, який 1699 року придушив повстання афганців. Проте збурення тривало. У 1709 році почалося повстання Мірвайса, вождя афганського племені гільзаї, який вбив Георгія та захопив усю область. Спроба того ж року перських військ відвоювати Кандагар зазнала поразки — облога тривала до 1710 року, але завершилася невдало внаслідок неузгодженності серед перських очільників війська.
В результаті почалися відцентрові тенденції в державі: 1711 року повстали Ширван і Дагестан, проте перси зуміли придушити повстання, 1714 року, Кандагар став повністю самостійним, у 1716 році повстав Герат, в якому оголосив самостійність колишній перській намісник Абдалла-хан Абдалі. Водночас шах не вважав ці повстання надто значущими, ще у 1715 році відправив посольство до Людовика XIV, короля Франції, щодо укладання торговельної угоди та політичного союзу.
У 1717 повстали еміри Курдистану, які 1719 року захопили Хамадан. 1718 року Мір Махмуд, син Мірвейса, емір Кандагару переміг Абдалі й захопив Герат, почавши підготовку до походу на Ісфаган. Солтан Хусейн не наважився на активні дії, що надало час Мір Махмуду підготуватися.
У 1720 почалося повстання у Ширвані та Дагестані на чолі із Хаджі-Даудом Мюшкюрським. Користуючись послабленням центральної влади в Перській затоці, ібн Сафі II, султан Маскату, захопив і сплюндрував острови Бахрейну, що завдало суттєвого збитку шахській торгівлі. У 1719 році в північно-західних провінціях почалася моровиця. Того ж року емір Кандагару на нетривалий час захопив провінцію Керман. Водночас Махмуд ель-Сістані повстав в Хорасані, захопивши Мешхед.
У 1721 повсталі Хаджі-Дауда захопили Шамахи, в результаті чого влада персів залишилася лише в Баку, Гянджі, Єревані та Нахічевані. Того ж року почався наступ афганських військ на чолі із Мір Махмудом, еміром Кандагару.
Складною ситуацію в Сефевідській державі вирішив скористатися російський імператор Петро I, яким вирішив підкорити Кавказ та каспійські землі. У 1722 році росіяни розпочали Перський похід. Протягом нетривалого часу російські війська захопили значну частину Дагестану, Дербент, Баку, Решт, частину Мазандерану.
8 березня 1722 у битві при Голнабаді перське військо зазнало нищівної поразки від Мір Махмуда. Невдовзі останній взяв в облогу столицю Ісфаган, де зачинився Солтан Хусейн. Втім шах й тепер не наважився на рішучі дії. Його син Тахмасп прорвав облогу й вирушив на північ. Облога Ісфагана тривала до жовтня 1722 року, де від голоду та хвороб загинуло 80 тис. мешканців.
23 жовтня 1722 шах Солтан Хусейн здався, передавши владу Мір Махмуду, який заснував власну правлячу династію Хотакі. Водночас шахом оголосив себе син Солтан Хусейна — Тахмасп II.

### Останні роки
Разом з родиною, дітьми, братами та дружинами опинився у почесному полоні. Третя донька стала дружиною Мір Махмуда, чим зміцнила права останнього на трон. У 1725 році використавши спробу Сафі Мірзи, сина Солтан Хусейна, втекти з Ісфагану, Мір Махмуд наказав стратити 6 братів колишнього шаха, 11 його синів. Але 25 квітня Мір Махмуда було отруєно, а трон посів Ашраф-шах, який прихильно ставився до Солтан Хусейна. Останній видав за нового володаря свою доньку.
Втім в серпні 1726 османські війська рушили на Ісфаган, оголосивши про намір відновити владу Солтан Хусейна. Натомість восени того ж року Ашраф-шах наказав стратити Солтан Хусейна, а його голову відправити османам.